# Afrikaans kampioenschap korfbal
Het Afrikaans kampioenschap korfbal is een vierjaarlijks korfbaltoernooi voor landenteams in Afrika. Het toernooi wordt georganiseerd door de AKF en werd voor het eerst in 2010 gehouden. Zuid-Afrika werd de eerste Afrikaanse kampioen, en verdedigde de twee daarop volgende toernooien zijn titel met succes.

## Overzicht Toernooien
| Jaar | Gastland            | 1ste plaats | 2de plaats | 3de plaats  | 4de plaats |
| ---- | ------------------- | ----------- | ---------- | ----------- | ---------- |
| 2006 | Zuid-Afrika         | Zuid-Afrika | Zimbabwe   |             |            |
| 2010 | Zimbabwe            | Zuid-Afrika | Zimbabwe   |             |            |
| 2014 | Zambia              | Zuid-Afrika | Zimbabwe   | Zambia      | Malawi     |
| 2018 | Zimbabwe            | Zuid-Afrika | Zimbabwe   | Zambia      |            |
| 2022 | Zimbabwe/ Ivoorkust | Marokko     | Zimbabwe   | Zuid-Afrika | Ivoorkust  |

## Medaillespiegel
| Plaats | Land        | Goud | Zilver | Brons | Totaal |
| 1      | Zuid-Afrika | 4    | 0      | 1     | 5      |
| 2      | Marokko     | 1    | 0      | 0     | 1      |
| 3      | Zimbabwe    | 0    | 5      | 0     | 5      |
| 4      | Zambia      | 0    | 0      | 2     | 2      |
| Totaal | Totaal      | 5    | 5      | 3     | 13     |